# Nuevo Porvenir (Sapillica)
Nuevo Porvenir es un caserío peruano ubicado en el distrito de Sapillica, perteneciente a la provincia de Ayabaca del departamento de Piura, al norte del Perú. 

## Ubicación
Nuevo Porvenir se ubica al oeste de la provincia de Ayabaca, en el distrito de Sapillica, en el departamento de Piura.

## Demografía
En 2017 Nuevo Porvenir tenía una población de 232 habitantes.